# ایم ئه جی
ایم ئه جی (کره‌ای: 임애지; زادهٔ ۱۱ مه ۱۹۹۹) بوکسور آماتور اهل کره جنوبی است. او در بازی‌های المپیک تابستانی ۲۰۲۰ رقابت کرده است.